# آيت اعمر آيت أوعلي (آيت بورزوين الشمالية)
آيت اعمر آيت أوعلي هو دُوَّار يقع بجماعة آيت بورزوين، إقليم الحاجب، جهة فاس مكناس في المملكة المغربية. ينتمي الدوّار لمشيخة آيت بورزوين الشمالية التي تضم 6 دواوير. يقدر عدد سكانه بـ 1114 نسمة حسب الإحصاء الرسمي للسكان والسكنى لسنة 2004.

## وصلات خارجية
- البوابة الوطنية للجماعات الترابية
- المندوبية السامية للتخطيط